# Mittelschule Niederndorf
Die Mittelschule Niederndorf ist eine Mittelschule in Niederndorf im Bezirk Kufstein in Tirol.

## Architektur und Gebäude
Die Schule hat elf Klassenzimmer, einen Turnsaal und eine Bibliothek.

## Pädagogische Arbeit, Ausstattung und Angebote
Die Mittelschule Niederndorf hat 10 Klassen der 5 bis 8 Schulstufe mit 200 Schülern (Stand: 2020/21). Die Schule hat keine Tagesbetreuung.
Im Jahr 2009 war die Schule für den Österreichischen Schulpreis nominiert.